# Eliteserien (Schach) 2011/12
Die Eliteserien 2011/12 war die sechste Spielzeit der norwegischen Eliteserien im Schach.
Norwegischer Mannschaftsmeister wurde zum dritten Mal in Folge die Oslo Schakselskap. Aus der 1. divisjon waren im Vorjahr der Kristiansund SK und die Tromsø Sjakklubb aufgestiegen. Während Kristiansund Vizemeister wurde, musste Tromsø direkt wieder absteigen. Rein sportlich wäre der Akademisk Sjakklubb Oslo zweiter Absteiger gewesen, da allerdings Porsgrunn Team Buer seine Mannschaft nach der Saison zurückzog, erreichte der Akademisk Sjakklubb Oslo noch den Klassenerhalt.
Zu den gemeldeten Mannschaftskadern der teilnehmenden Vereine siehe Mannschaftskader der Eliteserien (Schach) 2011/12.

## Spieltermine
Die Wettkämpfe fanden statt am 4., 5. und 6. November 2011, 13., 14. und 15. Januar, 23., 24. und 25. März 2012. Alle Wettkämpfe wurden zentral in Oslo ausgerichtet.

## Saisonverlauf
Die Oslo Schakselskap und der Kristiansund SK lieferten sich ein Kopf-an-Kopf-Rennen um den Titel. Vor der letzten Runde lagen beide Mannschaften sowohl nach Mannschaftspunkten als auch nach Brettpunkten gleichauf. In der Schlussrunde besiegte Oslo Porsgrunn Team Buer mit 5:1 und verteidigte damit den Titel, da Kristiansund gegen den Asker Schakklubb nur mit 3,5:2,5 gewann.
Vor der letzten Runde war der Abstieg des Tromsø Sjakklubb nicht zu vermeiden, für den zweiten Abstiegsplatz kamen mit dem Asker Schakklubb, dem Moss Schakklub und dem Akademisk Sjakklubb Oslo noch drei Mannschaften in Frage. Da alle drei Abstiegskandidaten ihren letzten Wettkampf verloren, konnte Akademisk den Abstiegsplatz nicht mehr verlassen.

## Abschlusstabelle
| Pl. | Verein                   | Sp | G | U | V | MP   | Brett-P.  |
| --- | ------------------------ | -- | - | - | - | ---- | --------- |
| 01. | Oslo Schakselskap (M)    | 9  | 7 | 2 | 0 | 16:2 | 36,5:17,5 |
| 02. | Kristiansund SK (N)      | 9  | 7 | 2 | 0 | 16:2 | 35,0:19,0 |
| 03. | SOSS                     | 9  | 4 | 4 | 1 | 12:6 | 31,0:23,0 |
| 04. | Bergens Schakklub        | 9  | 4 | 2 | 3 | 10:8 | 28,5:25,5 |
| 05. | Schakklubben av 1911     | 9  | 4 | 2 | 3 | 10:8 | 25,0:29,0 |
| 06. | Porsgrunn Team Buer      | 9  | 3 | 3 | 3 | 9:9  | 26,0:28,0 |
| 07. | Asker Schakklubb         | 9  | 2 | 2 | 5 | 6:12 | 26,5:27,5 |
| 08. | Moss Schakklub           | 9  | 2 | 1 | 6 | 5:13 | 20,0:34,0 |
| 09. | Akademisk Sjakklubb Oslo | 9  | 2 | 0 | 7 | 4:14 | 24,5:29,5 |
| 10. | Tromsø Sjakklubb (N)     | 9  | 0 | 2 | 7 | 2:16 | 17,0:37,0 |

## Entscheidungen
|     | Norwegischer Meister: Oslo Schakselskap                                                    |
|     | Absteiger in die 1. divisjon: Porsgrunn Team Buer (freiwilliger Rückzug), Tromsø Sjakklubb |
| (M) | Meister der letzten Saison                                                                 |
| (N) | Aufsteiger der letzten Saison                                                              |

## Kreuztabelle
| Ergebnisse | Ergebnisse               | 01. | 02. | 03. | 04. | 05. | 06. | 07. | 08. | 09. | 10. |
| ---------- | ------------------------ | --- | --- | --- | --- | --- | --- | --- | --- | --- | --- |
| 01.        | Oslo Schakselskap        |     | 3   | 3½  | 5½  | 4½  | 5   | 3   | 4   | 4   | 4   |
| 02.        | Kristiansund SK          | 3   |     | 3   | 3½  | 4½  | 4   | 3½  | 5   | 4½  | 4   |
| 03.        | SOSS                     | 2½  | 3   |     | 3   | 3   | 3   | 4½  | 3½  | 3½  | 5   |
| 04.        | Bergens Schakklub        | ½   | 2½  | 3   |     | 4   | 3   | 3½  | 2½  | 4   | 5½  |
| 05.        | Schakklubben av 1911     | 1½  | 1½  | 3   | 2   |     | 3½  | 3½  | 3½  | 3½  | 3   |
| 06.        | Porsgrunn Team Buer      | 1   | 2   | 3   | 3   | 2½  |     | 3   | 4   | 3½  | 4   |
| 07.        | Asker Schakklubb         | 3   | 2½  | 1½  | 2½  | 2½  | 3   |     | 2½  | 4½  | 4½  |
| 08.        | Moss Schakklub           | 2   | 1   | 2½  | 3½  | 2½  | 2   | 3½  |     | 0   | 3   |
| 09.        | Akademisk Sjakklubb Oslo | 2   | 1½  | 2½  | 2   | 2½  | 2½  | 1½  | 6   |     | 4   |
| 10.        | Tromsø Sjakklubb         | 2   | 2   | 1   | ½   | 3   | 2   | 1½  | 3   | 2   |     |

## Die Meistermannschaft
| 1.            | Oslo Schakselskap |
| Schachfiguren | Jon Ludvig Hammer, Emanuel Berg, Leif Erlend Johannessen, Einar Gausel, Nicolai Getz, Atle Grønn, Espen Agdestein, Andreas Moen, Roar Elseth, Kristian Trygdstad, Ørnulf Stubberud, Daniel Jakobsen Kovachev, Mats Persson, Sebastian Mihajlov. |